# Cinna (Corneille)

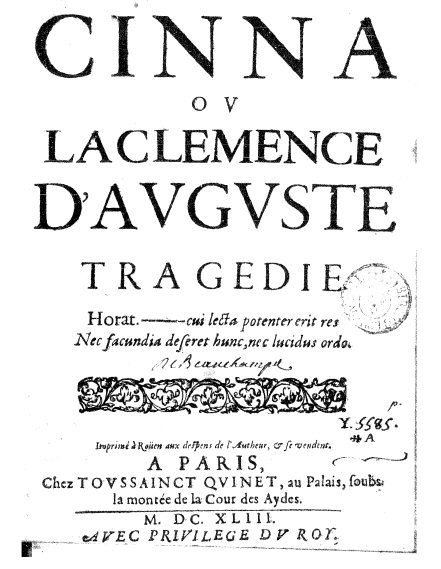
Portada de la edición de 1643.

Cinna o la Clemencia de Augusto es una tragedia de Pierre Corneille estrenada en el Teatro del Marais en 1641. La escena se sitúa en principio en el marco de la Antigua Roma, aunque en realidad se trata de una transposición que pone sobre la escena un tema característico del siglo de Luis XIV, el asentamiento del poder real sobre el de los nobles.

Corneille aparece obsesionado por el tema del perdón y se pregunta constantemente el modo en que puede terminar la espiral de violencia. La respuesta que halla es la de hacer una apología de la firmeza en el ejercicio del poder, que a su vez posibilita la magnanimidad. Este episodio acerca de la "clemencia de Augusto" está basado en la obra del filósofo estoico Séneca De Clementia ("Sobre la Clemencia").
Los principales personajes son: Octavio César Augusto, Livia, Cinna, Máximo, Emilia, Fulvia, Policleto, Evandro y Euforbe.

## Argumento
La obra se sitúa tras las guerras civiles de Roma, en el momento en el que Augusto acaba de derrotar a todos sus enemigos. Pero se está urdiendo una conspiración por parte de dos de sus protegidos, Emilia, que desea vengar a su padre muerto a causa de las condenas firmadas por Augusto, y Cinna, que, enamorado de Emilia, la acompaña en este complot. Sin embargo, otro de los conjurados, Máximo, que también está enamorado de Emilia, los denuncia al emperador por celos. 

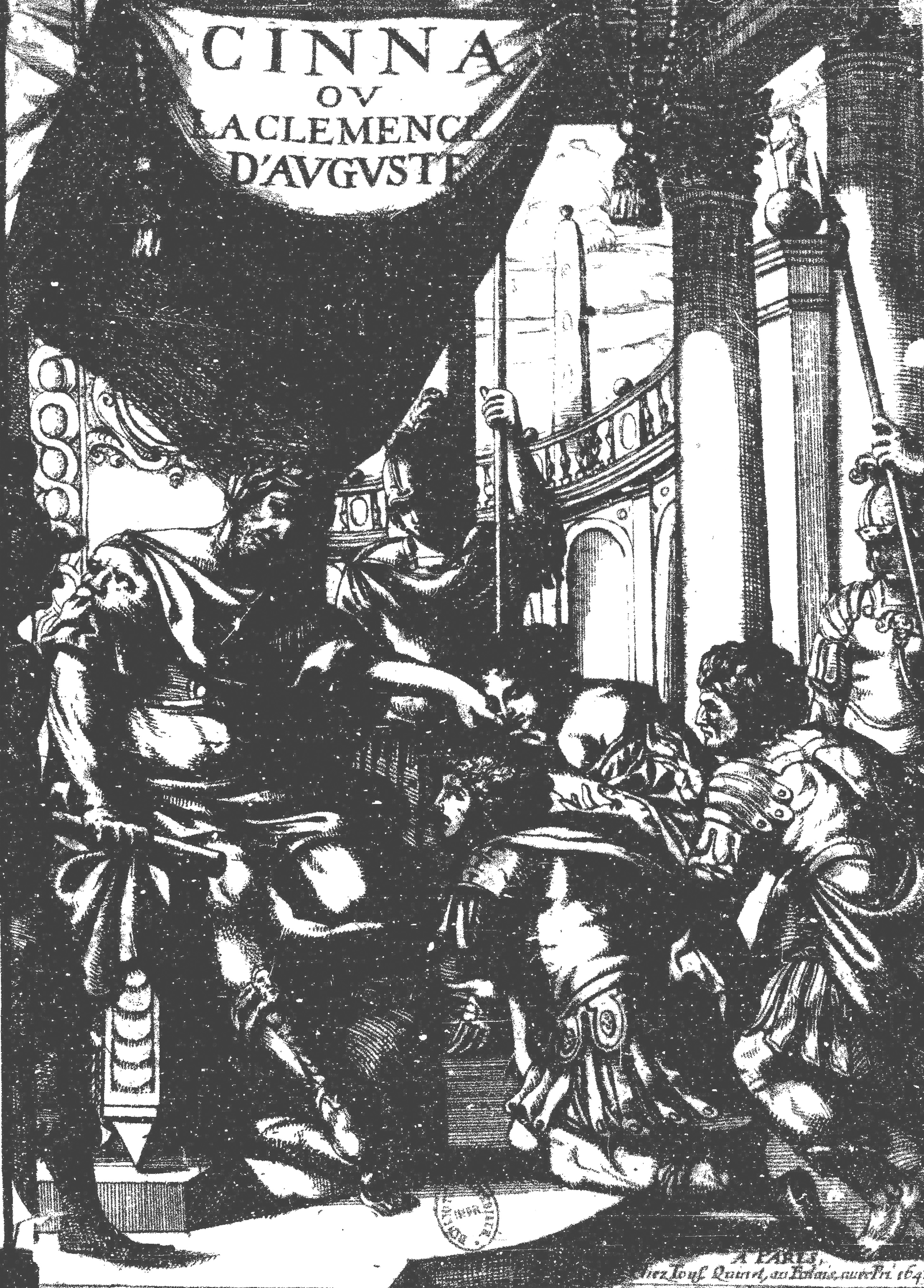
La magnanimidad de Augusto. Ilustración de la edición de 1643.

Augusto se muestra aterrorizado ante esta revelación que atañe a quienes le resultan tan cercanos y le son tan queridos, a quienes le deben todo y deberían sentirse agradecidos. Tras una larga reflexión sobre lo duro que es ejercer el poder, convoca a Cinna para anunciarle que ha sido informado sobre el complot. La grandeza de la situación aparece cuando el emperador decida que es capaz de perdonar. La magnanimidad (virtud clásica) acallará sus sentimientos de venganza.